# Pajala kyrkobokföringsdistrikt
Pajala kyrkobokföringsdistrikt var ett kyrkobokföringsdistrikt (ofta förkortat kbfd) i Pajala församling i Luleå stift. Dessa distrikt utgjorde delar av en församling i Sverige som i folkbokföringshänseende var likställd med en församling. Distriktet bildades den 1 januari 1948 (enligt beslut den 30 december 1947) när Pajala församling delades upp på två kyrkobokföringsdistrikt (Kaunisvaara och Pajala) och upplöstes den 1 januari 1971 då Pajala församlings uppdelning på kyrkobokföringsdistrikt upphörde.
Pajala kyrkobokföringsdistrikt hade enligt Skatteverket församlingskoden 252100 och enligt Statistiska centralbyrån (år 1971) församlingskoden 252101.

## Areal
Pajala kyrkobokföringsdistrikt omfattade den 1 januari 1961 en areal av 1 552,60 kvadratkilometer, varav 1 493,35 kvadratkilometer land.

## Befolkningsutveckling
| Befolkningsutvecklingen i Pajala kbfd 1947–1970                                                                              | Befolkningsutvecklingen i Pajala kbfd 1947–1970 | Befolkningsutvecklingen i Pajala kbfd 1947–1970 | Befolkningsutvecklingen i Pajala kbfd 1947–1970 | Befolkningsutvecklingen i Pajala kbfd 1947–1970 |
| --- | ----------------------------------------------- | ----------------------------------------------- | ----------------------------------------------- | ----------------------------------------------- |
| |                                                 |                                                 |                                                 |                                                 |
| År |                                                 |                                                 | Invånare                                        |                                                 |
| 1947 | 1947                                            |                                                 | 4 387                                           | 4 387                                           |
| 1950 | 1950                                            |                                                 | 4 474                                           | 4 474                                           |
| 1955 | 1955                                            |                                                 | 4 412                                           | 4 412                                           |
| 1960 | 1960                                            |                                                 | 4 016                                           | 4 016                                           |
| 1965 | 1965                                            |                                                 | 3 871                                           | 3 871                                           |
| 1970 | 1970                                            |                                                 | 3 275                                           | 3 275                                           |
| Befolkning den 31 december enligt den administrativa indelningen den 1 januari följande år Källa: SCB:s historiska statistik |                                                 |                                                 |                                                 |                                                 |